# Sardinidion blackwalli
Genre
Espèce
Synonymes
- Theridion blackwallii O. Pickard-Cambridge, 1871
- Theridion hasseltii Thorell, 1875
- Sardinidion perplexum Wunderlich, 1995

Sardinidion blackwalli, unique représentant du genre Sardinidion, est une espèce d'araignées aranéomorphes de la famille des Theridiidae.

## Distribution
Cette espèce se rencontre en Europe, en Turquie et en Afrique du Nord.

## Description
Les mâles mesurent de 2,3 à 3 mm et les femelles de 2,5 à 3,0 mm.

## Systématique et taxinomie
Cette espèce a été décrite sous le protonyme Theridion blackwallii par O. Pickard-Cambridge en 1871. Elle est placée dans le genre Euryopis par O. Pickard-Cambridge en 1874, dans le genre Theridion par L. Koch en 1877, dans le genre Allotheridion par Archer en 1950, dans le genre Theridion par Locket et Millidge en 1953 puis dans le genre Sardinidion par Wunderlich en 2008.
Sardinidion perplexum a été placée en synonymie par Wunderlich en 2008.

## Étymologie
Cette espèce est nommée en l'honneur de John Blackwall.

## Publications originales
- O. Pickard-Cambridge, 1871 : « Descriptions of some British spiders new to science, with a notice of others, of which some are now for the first time recorded as British species. » Transactions of the Linnean Society of London, vol. 27, p. 393-464 (texte intégral).
- Wunderlich, 1995 : « Sardinidion perplexum n. gen. n. sp., eine bisher unbekannte Spinnenart von Sardinien (Arachnida: Araneae: Theridiidae). » Beiträge zur Araneologie, vol. 4, p. 687-690.